# Dick Fosbury
Richard Douglas »Dick« Fosbury, ameriški atlet, * 6. marec 1947, Portland, Oregon, ZDA, † 12. marec 2023.
Fosbury je nastopil na Poletnih olimpijskih igrah 1968 v Ciudad de Méxicu, kjer je osvojil naslov olimpijskega prvaka v skoku v višino z novim olimpijskim rekordom 2,24 metra. To je dosegel z uporabo revolucionarne tehnike s hrbtom naprej, znane kot Fosburyjev skok ali Fosburyjev slog. Pred tem so skakalci v višino skakali s prekoračno tehniko škarjic. Na naslednjih olimpijskih igrah je njegovo tehniko uporabljalo 28 od 40-ih tekmovalcev, leta 1976 pa že trinajst od šestnajstih finalistov.